# Emma Lunatti
Emma Lunatti, född 3 juli 1998 i Saint-Martin-d'Hères, är en fransk roddare.

## Karriär
I oktober 2020 vid EM i Poznań slutade Lunatti på 11:e plats i singelsculler. I april 2021 vid EM i Varese slutade hon på åttonde plats i scullerfyra. I juli 2021 tävlade Lunatti för Frankrike vid OS i Tokyo, där hon tillsammans med Violaine Aernoudts, Margaux Bailleul och Marie Jacquet slutade på nionde plats i scullerfyra.
I augusti 2022 vid EM i München slutade Lunatti på sjunde plats i scullerfyra. Följande månad vid VM i Račice slutade hon på nionde plats i singelsculler.